# Roberto Arrelucea
Roberto Arrelucea Ayzanoa, né le 5 février 1960 à Lima (Pérou), est un joueur et entraîneur péruvien de football.

## Biographie

### Carrière de joueur
Surnommé Maharajá, Roberto Arrelucea joue au poste de défenseur et se distingue au sein du Sporting Cristal, club avec lequel il remporte le championnat du Pérou en 1988. 
Bien qu'il n'ait jamais été convoqué en équipe du Pérou, il dispute avec l'équipe olympique deux éditions du Tournoi pré-olympique de la CONMEBOL en 1980 et 1987.

### Carrière d'entraîneur
Devenu entraîneur, Roberto Arrelucea connaît sa première expérience en 1996 sur le banc du Deportivo Pesquero où il a l’occasion d’entraîner Claudio Pizarro qui faisait ses débuts comme footballeur professionnel. Dans les années 2000, il étrenne son palmarès en remportant la Copa Perú en 2006 à la tête du Total Clean, puis il devient champion de 2e division l’année suivante avec l’Universidad César Vallejo.
En 2011, il prend les rênes de l'Alianza Atlético en 1re division mais ne peut sauver le club de la relégation. Il s'agit là de sa dernière expérience d'entraîneur en D1. Entre 2012 et 2015, il dirige à deux reprises le Deportivo Coopsol avec lequel il devient vice-champion de 2e division en 2014.

## Palmarès

### Palmarès de joueur
| Sporting Cristal - Championnat du Pérou (1) : - Champion : 1988. |  | Deportivo Municipal - Torneo Intermedio (1) : - Vainqueur : 1993. |

### Palmarès d'entraîneur
| Total Clean - Copa Perú (1) : - Vainqueur : 2006. |  | Universidad César Vallejo - Championnat du Pérou D2 (1) : - Champion : 2007. |